# Балти (дем Ксиромеро)
Вижте пояснителната страница за други значения на Балти.
Балти (на гръцки: Βαλτί) е село в Етолоакарнания, Гърция, в близост до устието на река Ахелой. Намира се в блатиста местност, а в околността му се намират няколко църкви, манастири, руини от крепости.